# Uzina
Uzina este un film românesc din 1963 regizat de Slavomir Popovici.